# پردیس صارمی
پردیس صارمی (انگلیسی: Pardis Saremi) بازیگر و مدل اهل ایالات متحده آمریکا است.
از جمله نقش‌های سینمایی و تلویزیونی او می‌توان به یک تابستان جهنمی و مرگ و سایر جزئیات اشاره کرد.

## حرفه
صارمی اولین حضور خود را روی پرده سینما در سال ۲۰۱۷ در فیلم کمدی رمانتیک «به معنای واقعی کلمه، درست قبل از آرون» در کنار جاستین لانگ، پیتر گلگر، کریستین شال و جان چو تجربه کرد. صارمی سپس در سال ۲۰۲۰ نقش کوچکی به عنوان مسئول پذیرش در مجموعه تلویزیونی «قتل‌های پوم پوم» ایفا کرد.
او در کنار فین ولفهارد در فیلم یک تابستان جهنمی محصول ۲۰۲۳ ظاهر شد. در سال ۲۰۲۴ صارمی در فیلم «کلیسا» در کنار جرمی سومپتر ظاهر شد. او نقش اصلی را در سریال معمایی قتل «مرگ و سایر جزئیات» محصول شبکه هولو به همراه مندی پتینکین بر عهده داشت که در سال ۲۰۲۴ پخش شد.
او همچنین به عنوان مدل کار کرده و زمانی صاحب فروشگاه لباس خودش بوده است.

## فیلم‌شناسی
| سال  | عنوان                                 | نقش         | یادداشت ها |
| ---- | ------------------------------------- | ----------- | ---------- |
| ۲۰۱۷ | به معنای واقعی کلمه، درست پیش از آرون |             |            |
| ۲۰۲۰ | بدترین پسر                            |             |            |
| ۲۰۲۰ | بی رحمانه‌                             | مهمان نوازی |            |
| ۲۰۲۱ | شوندا                                 | شوندا       | کوتاه      |
| ۲۰۲۳ | یک تابستان جهنمی                      | دمی         |            |
| ۲۰۲۴ | کلاه                                  | صوفیا       |            |
| ۲۰۲۴ | مرگ و سایر جزئیات                     | لیلا        | ۱۰ قسمت    |